# Epidromia xanthogramma
Epidromia xanthogramma là một loài bướm đêm trong họ Erebidae.